# Eufriesea chaconi
Eufriesea chaconi là một loài Hymenoptera trong họ Apidae. Loài này được González & Gaiani mô tả khoa học năm 1989.